# Oliver (kráter)

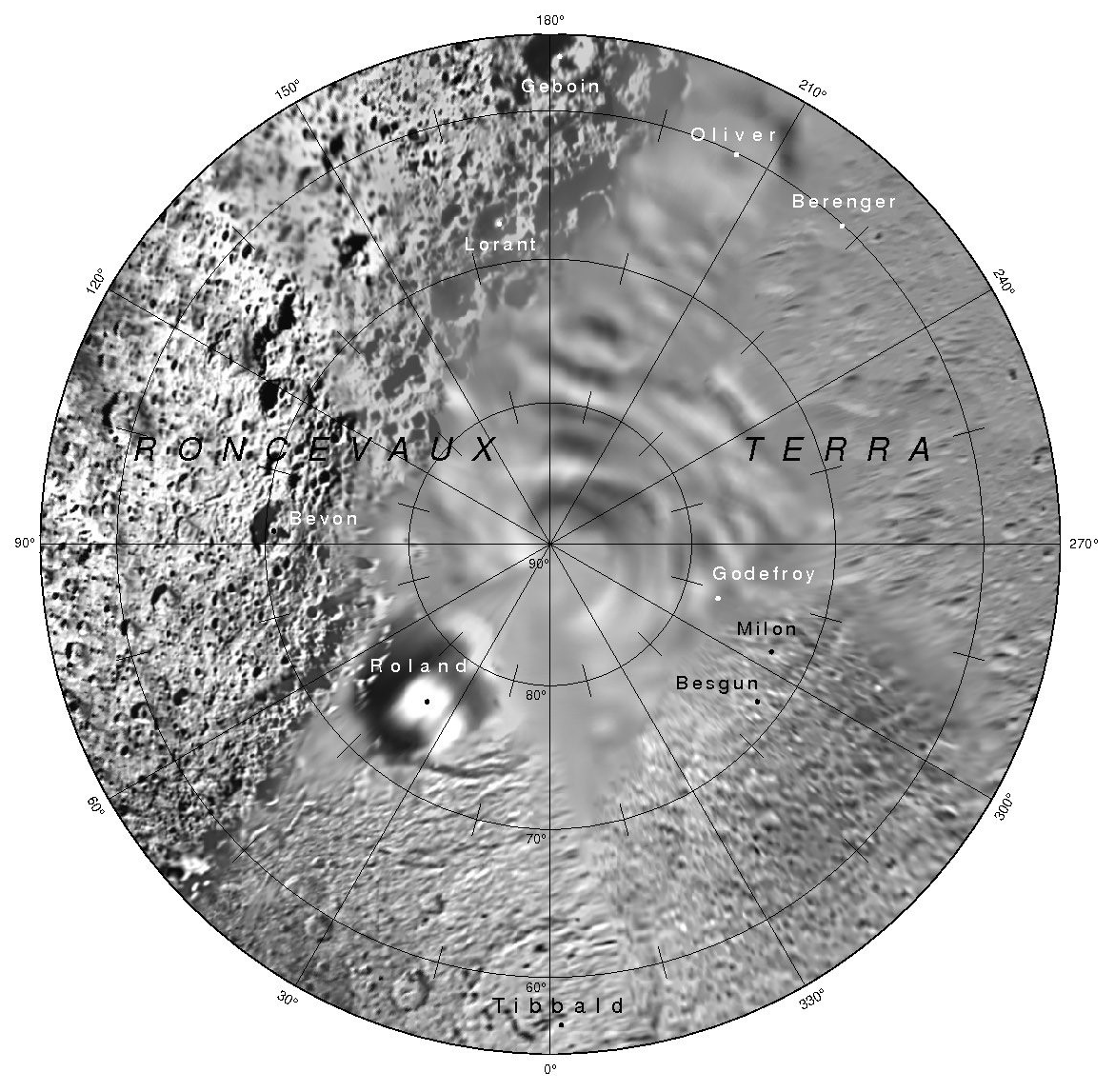
Azimutální kartografické zobrazení severního pólu Iapeta s několika pojmenovanými krátery včetně Olivera

Oliver je kráter na Saturnově měsíci Iapetus ležící v severní oblasti Roncevaux Terra. Nomenklatura kráterů na Iapetu čerpá z francouzských chansons de geste, tento je tak pojmenován podle paladina Oliviera, nejbližšího přítele rytíře Rolanda, postav z Písně o Rolandovi. Název tohoto a dalších kráterů na Iapetu byl schválen Mezinárodní astronomickou unií v roce 1982 na základě snímků z americké kosmické sondy Voyager 2.
Má průměr 113 km. Jeho střední souřadnice na měsíci jsou 62°30′ S a 200°48′ Z.  